# Чемпіонат України з футзалу

Емблема Екстра-ліги

Чемпіонат України з футзалу — футзальне змагання серед українських клубів. Проводиться з 1993 року. Найуспішнішою командою чемпіонату є донецький «Шахтар» з п'ятьма титулами.

## Історія
У 1990 році створюється Асоціація міні-футболу СРСР, а в структурі Федерації футболу СРСР комітет з міні-футболу, під егідою яких проходить перший чемпіонат СРСР. Один із завершальних турів чемпіонату СРСР пройшов в Україні в Кременчуці за участі 8-ми команд. Україна була представлена двома командами: «Механізатор» (Дніпропетровськ) та Синтез (Кременчук).
9 травня 1993 року у Дніпропетровську відбулася установча конференція зі створення Асоціації міні-футболу (футзалу), на якій виконувач обов'язків президента Спілки міні-футбольних клубів України Володимир Кобзарев проінформував присутніх про стан розвитку міні-футболу в Україні. На конференції був обговорений і проголосований 35-ма голосами (один утримався) проект статуту Асоціації міні-футболу України. Більшістю в один голос президентом Асоціації міні-футболу (футзалу) був обраний Геннадій Анатолійович Лисенчук.
14 — 18 червня 1993 року відбувся перший фінал Кубка України за участю восьми команд.
Перший чемпіонат незалежної України був проведений в сезоні 1993/1994 (за схемою «осінь-весна») і в ньому взяло участь 16 команд.

## Призери і найкращі бомбардири Вищої ліги (Екстра-ліги)

### Чемпіонати УРСР/України (під егідою Союзу міні-футбольних клубів України)
| Сезон | К | К | Т | Чемпіон                         | 2-ге місце                      | 3-тє місце                          | Г. | Найкращий бомбардир          | Примітки  |
| 1990  |   |   | 1 | «Механізатор» (Дніпропетровськ) | «Металург» (Світловодськ)       | «Факел» (Львів)                     | 7  | Руслан Гресько («Факел»)     | 5 клубів  |
| 1991  |   |   | 1 | «Механізатор» (Дніпропетровськ) | ДХТУ (Харків)                   | «Агроуніверситет» (Дніпропетровськ) | ?  | Олександр Яценко («Авіатор») | 40 клубів |
| 1992  |   |   | 1 | «Надія» (Запоріжжя)             | «Механізатор» (Дніпропетровськ) | «Орбіта» (Запоріжжя)                | 28 | Олександр Яценко («Надія»)   | 13 клубів |

### Чемпіонати України
| Сезон       | К | К | Т | Чемпіон                         | 2-ге місце                            | 3-тє місце                            | Г.                       | Найкращий бомбардир                                               | Примітки  |
| Вища ліга   |   |   |   |                                 |                                       |                                       |                          |                                                                   |           |
| 1993/94     |   |   | 1 | «Слід» (Київ)                   | «Надія» (Запоріжжя)                   | «Ніка» (Дніпропетровськ)              | 56 (за іншими даними 58) | Віктор Бакум («Авангард»)                                         | 16 клубів |
| 1994/95     |   |   | 1 | «Механізатор» (Дніпропетровськ) | «Гірник» (Красногорівка)              | «Надія» (Запоріжжя)                   | 60                       | Ігор Москвичов («Гірник»)                                         | 14 клубів |
| 1995/96     |   |   | 1 | «Локомотив» (Одеса)             | «Механізатор» (Дніпропетровськ)       | «Дніпроспецсталь» (Запоріжжя)         | 59                       | Олександр Яценко («Надія»)                                        | 15 клубів |
| 1996/97     |   |   | 2 | «Локомотив» (Одеса)             | «Інтеркас» (Київ)                     | «Дніпроспецсталь» (Запоріжжя)         | 48                       | Олександр Яценко («Надія»)                                        | 14 клубів |
| 1997/98     |   |   | 3 | «Локомотив» (Одеса)             | «Інтеркас» (Київ)                     | «Віннер Форд-Університет» (Запоріжжя) | 51                       | Сергій Корідзе («Локомотив» (Одеса))                              | 15 клубів |
| 1998/99     |   |   | 1 | «Інтеркас» (Київ)               | «Віннер Форд-Університет» (Запоріжжя) | «Запоріжкокс» (Запоріжжя)             | 52                       | Ігор Москвичов («Віннер Форд-Університет»)                        | 15 клубів |
| 1999/00     |   |   | 2 | «Інтеркас» (Київ)               | «Запоріжкокс» (Запоріжжя)             | «Дніпроспецсталь» (Запоріжжя)         | 80                       | Сергій Корідзе («Інтеркас»)                                       | 14 клубів |
| 2000/01     |   |   | 1 | «Уніспорт-Будстар»              | «ІнтерКрАЗ» (Київ)                    | «Дніпроспецсталь» (Запоріжжя)         | 34                       | Ігор Москвичов («Запоріжкокс»)                                    | 12 клубів |
| 2001/02     |   |   | 1 | МФК «Шахтар» (Донецьк)          | «ІнтерКрАЗ» (Київ)                    | «Дніпроспецсталь» (Запоріжжя)         | 45                       | Ігор Москвичов (МФК «Шахтар»)                                     | 10 клубів |
| 2002/03     |   |   | 3 | «ІнтерКрАЗ» (Київ)              | МФК «Шахтар» (Донецьк)                | «Дніпроспецсталь» (Запоріжжя)         | 41                       | Ігор Москвичов (МФК «Шахтар»)                                     | 9 клубів  |
| 2003/04     |   |   | 2 | МФК «Шахтар» (Донецьк)          | «Дніпроспецсталь»(Запоріжжя)          | «Єнакієвець» (Єнакієве)               | 36                       | Ігор Москвичов (МФК «Шахтар»)                                     | 12 клубів |
| 2004/05     |   |   | 3 | МФК «Шахтар» (Донецьк)          | «Інтеркас» (Київ)                     | «Єнакієвець» (Єнакієве)               | 44                       | Валентин Цвелих («Ураган») (Івано-Франківськ)                     | 15 клубів |
| 2005/06     |   |   | 4 | МФК «Шахтар» (Донецьк)          | «Енергія» (Львів)                     | «Інтеркас» (Київ)                     | 34                       | Сергій Таранчук («Універ-Харків»)                                 | 17 клубів |
| 2006/07     |   |   | 1 | «Енергія» (Львів)               | «Інтеркас» (Київ)                     | МФК «Шахтар» (Донецьк)                | 37                       | Сергій Ситін (МФК «Шахтар»)                                       | 14 клубів |
| 2007/08     |   |   | 5 | МФК «Шахтар» (Донецьк)          | «Енергія» (Львів)                     | «Єнакієвець» (Єнакієве)               | 32                       | Валентин Цвелих («ЛТК»)                                           | 15 клубів |
| 2008/09     |   |   | 1 | «Тайм» (Львів)                  | МФК «Шахтар» (Донецьк)                | «Єнакієвець» (Єнакієве)               | 38                       | Максим Павленко («Тайм»)                                          | 16 клубів |
| 2009/10     |   |   | 2 | «Тайм» (Львів)                  | МФК «Шахтар» (Донецьк)                | «Енергія» (Львів)                     | 34                       | Валентин Цвелих («Ураган»)                                        | 12 клубів |
| 2010/11     |   |   | 1 | «Ураган» (Івано-Франківськ)     | «Енергія-Тайм» (Львів)                | «Локомотив» (Харків)                  | 27                       | Сержао («Ураган»)                                                 | 11 клубів |
| Екстра-ліга |   |   |   |                                 |                                       |                                       |                          |                                                                   |           |
| 2011/12     |   |   | 2 | «Енергія» (Львів)               | «Локомотив» (Харків)                  | «Ураган» (Івано-Франківськ)           | 26                       | Максим Павленко («Енергія» (Львів))                               | 7 клубів  |
| 2012/13     |   |   | 1 | «Локомотив» (Харків)            | «Ураган» (Івано-Франківськ)           | «Енергія» (Львів)                     | 26                       | Богдан Свірідов («ЛТК»)                                           | 7 клубів  |
| 2013/14     |   |   | 2 | «Локомотив» (Харків)            | «Енергія» (Львів)                     | «Ураган» (Івано-Франківськ)           | 21                       | Євген Рогачов («Енергія» (Львів))                                 | 7 клубів  |
| 2014/15     |   |   | 3 | «Локомотив» (Харків)            | «Спортлідер+» (Хмельницький)          | «Енергія» (Львів)                     | 29                       | Дмитро Калуков («Спортлідер+»)                                    | 10 клубів |
| 2015/16     |   |   | 3 | «Енергія» (Львів)               | «Локомотив» (Харків)                  | «Продексім» (Херсон)                  | 21                       | Михайло Грицина («Енергія» (Львів)) Михайло Волянюк («Продексім») | 9 клубів  |
| 2016/17     |   |   | 1 | «Продексім» (Херсон)            | «Енергія» (Львів)                     | «Локомотив» (Харків)                  | 22                       | Михайло Грицина («Енергія» (Львів))                               | 10 клубів |
| 2017/18     |   |   | 2 | «Продексім» (Херсон)            | «Енергія» (Львів)                     | «Титан» (смт. Покровське)             | 26                       | Олександр Педяш («Сокіл» / «ХІТ»)                                 | 10 клубів |
| 2018/19     |   |   | 3 | «Продексім» (Херсон)            | «Ураган» (Івано-Франківськ)           | «ХІТ» (Київ)                          | 20                       | Артем Фаренюк («Ураган»)                                          | 10 клубів |
| 2019/20     |   |   | 4 | «Продексім» (Херсон)            | «ХІТ» (Київ)                          | «Ураган» (Івано-Франківськ)           | 17                       | Даниіл Абакшин («Ураган»)                                         | 9 клубів  |
| 2020/21     |   |   | 1 | «Ураган» (Івано-Франківськ)     | «Продексім» (Херсон)                  | «ХІТ» (Київ)                          | 24                       | Даниіл Абакшин («Ураган»)                                         | 10 клубів |
| 2021/22     |   |   |   | «Продексім» (Херсон) – 1 м.     | «Ураган» (Івано-Франківськ) – 2 м.    | «ХІТ» (Київ) – 3 м.                   | 18                       | Михайло Волянюк («Кардинал-Рівнестандарт»)                        | 9 клубів  |
| 2022/23     |   |   | 1 | «ХІТ» (Київ)                    | «Ураган» (Івано-Франківськ)           | «Кардинал-Рівнестандарт» (Рівне)      | 33                       | Євгеній Жук («ХІТ»)                                               | 10 клубів |
| 2023/24     |   |   | 2 | «ХІТ» (Київ)                    | «Енергія» (Львів)                     | «Ураган» (Івано-Франківськ)           | 32                       | Артем Фаренюк («Ураган»)                                          | 10 клубів |
| 2024/25     |   |   | 3 | «ХІТ» (Київ)                    | «Аврора» (Київ)                       | «SkyUp Futsal» (Київ)                 | 38                       | Євгеній Жук («ХІТ»)                                               | 12 клубів |

## Статистика за історію
(статистика наведена лише для Вищої і Екстра-ліги)

### Найуспішніші клуби
| #     | Клуб                                  | Місця на подіумі | Місця на подіумі       | Місця на подіумі | Переможні сезони                   |   |   |                                             |
| ----- | ------------------------------------- | ---------------- | ---------------------- | ---------------- | ---------------------------------- | - | - | ------------------------------------------- |
| #     | Клуб                                  | 1                | МФК «Шахтар» (Донецьк) | 5                | Переможні сезони                   | 3 | 1 | 2001-02, 2003-04, 2004-05, 2005-06, 2007-08 |
| 2     | «Продексім» (Херсон)                  | 4                | 1                      | 1                | 2016-17, 2017-18, 2018-19, 2019-20 |   |   |                                             |
| 3     | «Енергія» (Львів)                     | 3                | 7                      | 3                | 2006-07, 2011-12, 2015-16          |   |   |                                             |
| 4     | «Інтеркас»                            | 3                | 6                      | 1                | 1998-99, 1999-00, 2002-03          |   |   |                                             |
| 5     | «Локомотив» (Харків)                  | 3                | 2                      | 2                | 2012-13, 2013-14, 2014-15          |   |   |                                             |
| 6     | «ХІТ»                                 | 3                | 1                      | 2                | 2022-23, 2023-24, 2024-25          |   |   |                                             |
| 7     | «Локомотив» (Одеса)                   | 3                | 0                      | 0                | 1995-96, 1996-97, 1997-98          |   |   |                                             |
| 8     | «Ураган» (Івано-Франківськ)           | 2                | 3                      | 4                | 2010-11, 2020-21                   |   |   |                                             |
| 9     | «Тайм» (Львів)                        | 2                | 0                      | 0                | 2008-09, 2009-10                   |   |   |                                             |
| 10    | «Механізатор» (Дніпропетровськ)       | 1                | 1                      | 0                | 1994-95                            |   |   |                                             |
| 11    | «Слід» (Київ)                         | 1                | 0                      | 0                | 1993-94                            |   |   |                                             |
| 12    | «Уніспорт-Будстар» (Київ)             | 1                | 0                      | 0                | 2000-01                            |   |   |                                             |
| 13    | «Запоріжкокс» (Запоріжжя)             | 0                | 2                      | 2                |                                    |   |   |                                             |
| 14    | «Дніпроспецсталь» (Запоріжжя)         | 0                | 1                      | 6                |                                    |   |   |                                             |
| 15    | «Віннер Форд-Університет» (Запоріжжя) | 0                | 1                      | 1                |                                    |   |   |                                             |
| 16-17 | «Гірник» (Красногорівка)              | 0                | 1                      | 0                |                                    |   |   |                                             |
| 16-17 | «Сокіл» (Хмельницький)                | 0                | 1                      | 0                |                                    |   |   |                                             |
| 18    | «Єнакієвець» (Єнакієве)               | 0                | 0                      | 4                |                                    |   |   |                                             |
| 19-21 | «Ніке» (Дніпропетровськ)              | 0                | 0                      | 1                |                                    |   |   |                                             |
| 19-21 | «Титан» (Покровське)                  | 0                | 0                      | 1                |                                    |   |   |                                             |
| 19-21 | «Кардинал-Рівнестандарт»              | 0                | 0                      | 1                |                                    |   |   |                                             |

Примітка: дані в таблиці без урахування чемпіонатів УРСР

### Топ-20 кращих бомбардирів Вищої ліги (Екстра-ліги)
Інформація станом на 16 червня 2025 року. Гравці, виділені жирним шрифтом, продовжують виступати у Екстра-лізі
| Місце | Гравець           | Голи | Матчі | Коеф. результативності |
| ----- | ----------------- | ---- | ----- | ---------------------- |
| 1     | Ігор Москвичов    | 530  | 394   | 1.34                   |
| 2     | Максим Павленко   | 362  | 508   | 0,71                   |
| 3     | Віталій Брунько   | 311  | 383   | 0,81                   |
| 4     | Валентин Цвелих   | 303  | 349   | 0,87                   |
| 5     | Олександр Косенко | 300  | 377   | 0,79                   |
| 6     | Сергій Корідзе    | 279  | 156   | 1,79                   |
| 7     | Олександр Яценко  | 246  | 141   | 1,74                   |
| 8     | Олег Мірошник     | 243  | 429   | 0,58                   |
| 9     | Ігор Краєвський   | 242  | 370   | 0,65                   |
| 10    | Раміс Мансуров    | 242  | 425   | 0,57                   |
| 11    | Євген Рогачов     | 215  | 366   | 0,58                   |
| 12    | Денис Овсянніков  | 213  | 471   | 0,46                   |
| 13    | Віталій Нестерук  | 209  | 387   | 0,54                   |
| 14    | Олександр Хурсов  | 202  | 419   | 0,48                   |
| 15    | Тарас Кузь        | 201  | 412   | 0,48                   |
| 16    | Михайло Волянюк   | 191  | 391   | 0,49                   |
| 17    | Віктор Бакум      | 187  | 135   | 1,39                   |
| 18    | Георгій Мельніков | 184  | 368   | 0.5                    |
| 19    | Валерій Замятін   | 183  | 433   | 0,42                   |
| 20    | Сергій Журба      | 182  | 465   | 0,39                   |

Примітка: У доробку Максима Павленко не враховані м'ячі, забиті ним у першій половині сезону 2010—2011, оскільки команда Тайм (Львів), за яку він виступав, провела менше 50 % матчів, відповідно, результати її виступів були анульовані.

### «Гвардійці»
Інформація станом на кінець сезону 2024/2025
| Місце | Гравець          | Матчі | Роки виступів        |
| ----- | ---------------- | ----- | -------------------- |
| 1     | Дмитро Бондар    | 513   | 2000-2023            |
| 2     | Максим Павленко  | 508   | 1996-2017            |
| 3     | Євген Іваняк     | 486   | 2000-2020            |
| 4     | Денис Овсянніков | 471   | 2001-2023            |
| 5     | Сергій Журба     | 465   | 2007-2025            |
| 6     | Валерій Замятін  | 433   | 1997-2014            |
| 7     | Олег Мірошник    | 429   | 1997-2012, 2017-2019 |
| 8     | Раміс Мансуров   | 425   | 1994-2016            |
| 9     | Роман Кордоба    | 424   | 2003-2022            |
| 10    | Володимир Кардаш | 422   | 2003-2025            |
| 11    | Олександр Хурсов | 419   | 1998-2014            |
| 12    | Тарас Кузь       | 412   | 2006-2025            |
| 13    | Євген Юнаков     | 408   | 1999-2021            |
| 1     | Сергій Піддубний | 406   | 1995-2018            |

### Індивідуальний рекорд результативності
| Місце | Гравець          | Матч                                                                          | Кількість забитих голів |
| ----- | ---------------- | ----------------------------------------------------------------------------- | ----------------------- |
| 1     | Сергій Корідзе   | «Інтеркас» (Київ) — «Металург» (Володимирівка) 15:3, 23.10.1999               | 9                       |
| 2-3   | Сергій Корідзе   | «Фотоприлад» (Черкаси) — «Локомотив» (Одеса) 2:13, 12.04.1998                 | 8                       |
| 2-3   | Олександр Яценко | «Донбас-Інспорт» (Донецьк) — «Надія-Запоріжкокс» (Запоріжжя) 1:11, 13.10.1996 | 8                       |

### Наймолодші футзалісти
Станом на 26 вересня 2023 року
| #  | Вік                            | Гравець                | Дата народження   | Перший матч     | Клуб                        |
| -- | ------------------------------ | ---------------------- | ----------------- | --------------- | --------------------------- |
| 1  | 15 років та 14 днів            | Юрій Яремчук           | 5 вересня 2005    | 19 вересня 2020 | «Енергія» (Львів)           |
| 2  | 15 років 7 місяців та 4 дні    | Роман Господенко       | 19 лютого 2008    | 23 вересня 2023 | МСК «Харків» (Харків)       |
| 3  | 15 років 8 місяців та 3 дні    | Ігор Тимців            | 9 травня 2003     | 12 січня 2019   | «Енергія» (Львів)           |
| 4  | 15 років 8 місяців та 11 днів  | Ростислав Ростківський | 22 грудня 2006    | 2 вересня 2022  | «Сокіл» (Хмельницький)      |
| 5  | 15 років 9 місяців та 7 днів   | Олександр Кондратюк    | 9 квітня 1983     | 16 січня 1999   | ФК «Харків» (Харків)        |
| 6  | 15 років 9 місяців та 21 день  | Ярослав Квасній        | 21 квітня 2003    | 12 січня 2019   | «Енергія» (Львів)           |
| 7  | 15 років 10 місяців та 10 днів | Ілля Приходько         | 14 листопада 2007 | 24 вересня 2023 | «Ураган» (Івано-Франківськ) |
| 8  | 15 років 11 місяців та 23 дні  | Максим Бернада         | 9 вересня 2006    | 2 вересня 2022  | «Сокіл» (Хмельницький)      |
| 9  | 16 років 1 місяць та 2 дні     | Юрій Карбовський       | 3 січня 1990      | 5 лютого 2006   | ЛТК (Луганськ)              |
| 10 | 16 років 1 місяць та 26 днів   | Владислав Подвойський  | 7 липня 1984      | 2 вересня 2000  | ЛТК (Луганськ)              |

### Підсумкові турнірні таблиці всіх чемпіонатів

#### Екстра-ліга
Підсумкова таблиця Екстра-ліги (раніше — Вищої ліги) станом на кінець сезону 2022/23.
| М      | Команда                   | Нас. пункт       | У  | I                                     | В   | Н  | П   | МЗ   | МП   | РМ                                    | О                                       | Примітка |
| ------ | ------------------------- | ---------------- | -- | ------------------------------------- | --- | -- | --- | ---- | ---- | ------------------------------------- | --------------------------------------- | --- |
| 1.     | «Енергія»                 | Львів            | 21 | 592                                   | 308 | 98 | 186 | 1835 | 1449 | 386                                   | 714                                     | |
| 2.     | «Ураган»                  | Івано-Франківськ | 19 | 504                                   | 255 | 86 | 163 | 1521 | 1206 | 315                                   | 596                                     | |
| 3.     | «МФК Шахтар»              | Донецьк          | 12 | 369                                   | 261 | 46 | 62  | 1535 | 696  | 839                                   | 568                                     | |
| 4.     | «Інтеркас»                | Київ             | 11 | 346                                   | 249 | 49 | 48  | 1440 | 703  | 737                                   | 547                                     | |
| 5.     | «Дніпроспецсталь»         | Запоріжжя        | 12 | 375                                   | 223 | 56 | 96  | 1358 | 924  | 434                                   | 502                                     | |
| 6.     | «Єнакієвець»              | Єнакієве         | 12 | 357                                   | 176 | 74 | 107 | 1128 | 893  | 235                                   | 426                                     | |
| 7.     | «Локомотив»               | Харків           | 10 | 284                                   | 168 | 56 | 60  | 871  | 489  | 382                                   | 392                                     | |
| 8.     | «Запоріжкокс»             | Запоріжжя        | 7  | 217                                   | 121 | 32 | 64  | 955  | 621  | 334                                   | 274                                     | |
| 9.     | «Універ-Харків»           | Харків           | 12 | 359                                   | 138 | 60 | 161 | 1206 | 1211 | -5                                    | 336                                     | |
| 10.    | «ЛТК»                     | Луганськ         | 17 | 402                                   | 131 | 58 | 213 | 998  | 1316 | -318                                  | 320                                     | |
| 11.    | «Кардинал-Рівне»          | Рівне            | 16 | 377                                   | 121 | 55 | 201 | 658  | 1180 | -522                                  | 297                                     | |
| 12.    | «ХІТ»                     | Київ             | 7  | 178                                   | 110 | 36 | 32  | 645  | 388  | 257                                   | 256                                     | |
| 13.    | «Продексім»               | Херсон           | 7  | 170                                   | 116 | 23 | 31  | 600  | 326  | 274                                   | 255                                     | |
| 14.    | «Політехнік»              | Кременчук        | 10 | 301                                   | 113 | 23 | 165 | 1094 | 1352 | -258                                  | 249                                     | |
| 15.    | «ТВД»                     | Львів            | 8  | 240                                   | 91  | 49 | 100 | 594  | 607  | -13                                   | 231                                     | |
| 16.    | «Тайм»                    | Львів            | 7  | 174                                   | 97  | 22 | 55  | 574  | 437  | 137                                   | 216                                     | |
| 17.    | «Шахтар»                  | Донецьк          | 8  | 237                                   | 87  | 25 | 125 | 834  | 1035 | -201                                  | 199                                     | |
| 18.    | «Кий»                     | Київ             | 9  | 255                                   | 82  | 24 | 149 | 742  | 1028 | -286                                  | 188                                     | Раніше клуб носив назви «Кий-Слід», «Кий», «Кий-Політехнік», «Корпія-Політех», але не всі роки команда належала одному і тому ж власникові |
| 19.    | «Море»                    | Чорноморськ      | 7  | 215                                   | 80  | 26 | 109 | 642  | 780  | -138                                  | 186                                     | |
| 20.    | «Локомотив»               | Одеса            | 4  | 109                                   | 84  | 11 | 14  | 699  | 306  | 393                                   | 179                                     | |
| 21.    | «Сокіл»                   | Хмельницький     | 11 | 238                                   | 66  | 39 | 133 | 592  | 832  | -240                                  | 171                                     | |
| 22.    | УС Кампус                 | Київ             | 5  | 154                                   | 76  | 18 | 60  | 659  | 548  | 111                                   | 170                                     | |
| 23.    | «Механізатор»             | Дніпропетровськ  | 4  | 110                                   | 70  | 8  | 32  | 620  | 376  | 244                                   | 148                                     | |
| 24.    | МФК «Рівне»               | Рівне            | 7  | 190                                   | 62  | 21 | 107 | 645  | 808  | -163                                  | 145                                     | |
| 25.    | «Моноліт»                 | Харків           | 6  | 150                                   | 49  | 23 | 78  | 335  | 423  | -88                                   | 121                                     | |
| 26.    | Уніспорт-Будстар          | Київ             | 3  | 100                                   | 49  | 9  | 42  | 315  | 314  | 1                                     | 107                                     | |
| 27.    | «Сумигаз»                 | Суми             | 8  | 187                                   | 40  | 36 | 111 | 386  | 636  | -250                                  | 116                                     | |
| 28.    | «Титан-Зоря»              | Покровське       | 5  | 113                                   | 45  | 14 | 54  | 286  | 306  | -20                                   | 104                                     | |
| 29.    | «Гірник»                  | Красногорівка    | 3  | 83                                    | 48  | 4  | 31  | 410  | 347  | 63                                    | 100                                     | |
| 30.    | «Віннер Форд-Університет» | Запоріжжя        | 2  | 56                                    | 44  | 6  | 6   | 340  | 138  | 202                                   | 94                                      | |
| 31.    | «Сумигаз»                 | Суми             | 8  | 247                                   | 33  | 20 | 194 | 440  | 1130 | -690                                  | 86                                      | |
| 32.    | «Будівел»                 | Дніпропетровськ  | 5  | 172                                   | 34  | 93 | 45  | 391  | 652  | -261                                  | 161                                     | |
| 33.    | «Олександр»               | Харків           | 3  | 90                                    | 31  | 19 | 40  | 245  | 256  | -11                                   | 81                                      | |
| 34.    | «Україна»                 | Львів            | 5  | 136                                   | 34  | 10 | 92  | 459  | 656  | -197                                  | 78                                      | |
| 35.    | «ВОДЕЯР»                  | Кременчук        | 3  | 83                                    | 30  | 7  | 46  | 309  | 423  | -114                                  | 67                                      | |
| 36.    | «Ніка»                    | Дніпропетровськ  | 2  | 55                                    | 29  | 5  | 21  | 238  | 201  | 37                                    | 63                                      | |
| 37.    | «Ріта»                    | Харків           | 2  | 55                                    | 28  | 6  | 21  | 246  | 178  | 68                                    | 62                                      | |
| 38.    | «Авангард»                | Жовті Води       | 3  | 83                                    | 25  | 7  | 51  | 336  | 399  | -63                                   | 57                                      | |
| 39.    | «Метрополітен»            | Київ             | 3  | 86                                    | 22  | 9  | 55  | 188  | 275  | -87                                   | 53                                      | |
| 40.    | «Марріон»                 | Одеса            | 2  | 56                                    | 20  | 13 | 23  | 138  | 182  | -44                                   | 53                                      | |
| 41.    | «Телеком»                 | Донецьк          | 2  | 66                                    | 21  | 8  | 37  | 194  | 246  | -52                                   | 50                                      | |
| 42.    | «Вуглик»                  | Макіївка         | 3  | 82                                    | 19  | 9  | 54  | 271  | 522  | -251                                  | 47                                      | |
| 43.    | «Енергія»                 | Чернігів         | 2  | 58                                    | 16  | 15 | 27  | 160  | 199  | -39                                   | 47                                      | |
| 44.    | «Планета-Міст»            | Київ             | 2  | 56                                    | 20  | 6  | 30  | 112  | 159  | -47                                   | 46                                      | |
| 45.    | «Київська Русь»           | Донецьк          | 2  | 60                                    | 18  | 6  | 36  | 130  | 193  | -63                                   | 42                                      | |
| 46.    | «Контингент»              | Житомир          | 3  | 88                                    | 13  | 14 | 61  | 152  | 259  | -107                                  | 40                                      | |
| 47.    | «Донцемент»               | Амвросіївка      | 2  | 54                                    | 16  | 4  | 34  | 188  | 274  | -86                                   | 36                                      | |
| 48.    | «Інга»                    | Харків           | 1  | 29                                    | 17  | 1  | 11  | 150  | 85   | 65                                    | 35                                      | |
| 49.    | ПФС «Севастополь»         | Севастополь      | 2  | 59                                    | 10  | 10 | 39  | 98   | 200  | -102                                  | 30                                      | |
| 50.    | «Омета»                   | Херсон           | 1  | 29                                    | 14  | 1  | 14  | 121  | 127  | -6                                    | 29                                      | |
| 51.    | «Славутич»                | Славута          | 2  | 55                                    | 12  | 4  | 39  | 179  | 309  | -130                                  | 28                                      | |
| 52.    | «МСК Харків»              | Харків           | 1  | 24                                    | 11  | 4  | 9   | 78   | 80   | -2                                    | 26                                      | |
| 53.    | CLUST»                    | Київ             | 1  | 24                                    | 12  | 2  | 10  | 75   | 57   | 18                                    | 26                                      | |
| 54.    | «Металург»                | Володимирівка    | 1  | 34                                    | 9   | 3  | 22  | 98   | 188  | -90                                   | 21                                      | |
| 55.    | «Епіцентр-К Авангард»     | Одеса            | 3  | 50                                    | 8   | 5  | 37  | 89   | 180  | -91                                   | 21                                      | |
| 56.    | «Де Трейдинг»             | Миколаївка       | 2  | 36                                    | 7   | 6  | 23  | 66   | 124  | -58                                   | 20                                      | |
| Усього | Усього                    | Усього           |    | Помилка виразу: бракує операнда для + |     |    |     |      |      | Помилка виразу: бракує операнда для - | Помилка виразу: неочікуваний оператор * | |

Правонаступність: Надія-Запоріжкокс = Запоріжкокс
Случ = МФК Рівне
Універ-Харків = Універ-Локо = Універ-ЕХО = ФК Харків = ЕХО-Еталон = ЕХО
Колос = Сумигаз
Укрсплав = МФК Шахтар
Донбас = Донбас ЮМС = Шахтар = Шахтар ВАВК
Кий-Політехнік = Кий
Корпія = Корпія-Політех
Універ-Автомар = СумДУ
Кардинал = Кардинал-Рівне
Примітки: про правонаступництва інших команд інформація відсутня; виділено нині існуючі команди Екстра-ліги.